# Erziehungssoziologie
Die Erziehungssoziologie ist die Teildisziplin der Soziologie, die mit dem Zusammenhang von Erziehung und Gesellschaft, mit den Strukturen des Erziehungssystems, mit Erziehungs- und Sozialisationsprozessen in Institutionen wie Familie und Schule usw. befasst ist. Untersucht werden u. a. die Wirkungen und Funktionen dieser Prozesse in sozialstruktureller, interaktiver und psychosozialer Hinsicht. Die Erziehungssoziologie hat die aus pädagogischen Fragestellungen entstandene Pädagogische Soziologie zurückgedrängt und das Themenspektrum über Fragen der Schule hinaus erweitert. Teils wird heute von der Soziologie der Erziehung und Bildung gesprochen, teils wird die Bildungssoziologie als eigene Teildisziplin betont.